# Astathes bimaculata
Astathes bimaculata är en skalbaggsart som först beskrevs av Fabricius 1793.  Astathes bimaculata ingår i släktet Astathes och familjen långhorningar. Inga underarter finns listade.